# Waze
Waze [ˈweɪz] ist ein GPS-gestütztes Navigationssystem für Smartphones. Benutzer können manuell weitere Verkehrsinformationen übermitteln und auch aktiv an der Verbesserung des der Turn-by-Turn-Navigation zugrundeliegenden Kartenmaterials mitarbeiten. Außerdem hat das Programm Social-Media-Aspekte integriert. Der Name Waze wird wie das englische Wort ways (z. dt. Wege) ausgesprochen.
Die kostenlose Waze-App wird für die Plattformen Android und iOS aktiv weiterentwickelt. Ältere Versionen sind für Blackberry OS, Symbian, Windows Mobile und Windows Phone verfügbar.
Ursprünglich von dem israelischen Start-Up Waze Mobile entwickelt, ging das Unternehmen im Jahr 2013 in den Besitz von Google über.

## Verbreitung und Auszeichnungen
Waze kann überall auf der Erde genutzt werden, von manchen Ländern ist bereits das gesamte Straßennetz abgebildet. Andere Länder benötigen noch die Unterstützung der Anwender zur Aufnahme, Prüfung und Aktualisierung der Daten.
Das Bearbeiten der Karte ist in jedem Land freigegeben und benötigt durch stetige Änderungen durch Baustellen, Neubauten und Umbenennungen von Straßen und Orten Unterstützung der Nutzergemeinschaft, der jeder beitreten kann.
In Österreich sowie der Schweiz sind seit 2011 das Autobahnnetz, der Großteil der Bundesstraßen und die großen Städte navigierbar.
Laut Tomio Geron von Forbes hatte Waze im Dezember 2010 2 Millionen Benutzer, im Oktober 2011 7 Millionen Benutzer. Marc Hachman von PC Mag gab an, dass Waze im Dezember 2011 9 Millionen Benutzer hätte.
Ende Oktober 2012 hatte Waze nach eigenen Angaben weltweit 30 Millionen Nutzer. Damit konnte das Unternehmen seine Nutzerschaft im Jahr 2012 verdreifachen (Golem.de vom 3. Januar 2013).
Waze gewann den „Best Overall Mobile App award“ beim Mobile World Congress 2013 und schlug damit Dropbox, Flipboard und andere Apps.

## Vorhandene Funktionen

### Mobile Internetverbindung benötigt
Die Nutzung erfordert ein Smartphone mit GPS-Modul und eine mobile Internetverbindung, um Karten ständig ortsabhängig mit ca. 10 kByte/km aus dem Internet zu übertragen. Das entspricht einem Verbrauch von etwa 10 Megabyte bei einer 1000-km-Strecke.

### Routenempfehlungen berücksichtigen aktuelle Verkehrssituation
Anonymisiert gesammelte Daten über Ort und Geschwindigkeit der Waze-Nutzer stehen über eine Datenbank allen Nutzern bereit. Die Daten ermöglichen es, bei Fahrten die empfohlene Route an die aktuelle Stau-Situation anzupassen. Bei einem Stau erhalten Waze-Nutzer im Umfeld Staumeldungen mit Angabe des Straßennamens als Popup-Meldung.

### Straßendaten werden ausschließlich von Benutzern editiert
Anders als bei anderen GPS-Navigationssystemen erhält Waze Daten von Anwendern der App bei deren Nutzung. Die Software und die Nutzung der Straßen- und Landmarkdatenbank ist kostenlos.
Der Kartenbestand wird von sogenannten Editoren, welche unter anderem die Rolle eines Area Manager, Bundesland Manager oder sog. Country Manager einnehmen bearbeitet.
Jeder Waze-Nutzer kann freiwilliger Editor werden und entsprechende Bearbeitungen innerhalb seines Fahrbereichs tätigen.
Innerhalb der Editoren gibt es sogenannte Ränge (L1 bis L6) mit welchen dann bestimmte Straßen editiert werden können.
Über das Aufzeichnen und Ändern von Straßenverläufen, Hausnummern, Orts-Details und Geschwindigkeits-Begrenzungen kann man die Waze-Karte als Editor bearbeiten.
Darüber hinaus können Editoren auch feste Radarkontrollen anlegen und somit Nutzer der Waze-Navigation warnen. Mit Belohnungspunkten motiviert Waze dazu, die Karten aktuell zu halten.

### Aktuelle Meldungen mit Fotos von Staus, Gefahren, Unfällen sowie Polizeikontrollen
Bei einem Stau oder einem Unfall, Nebel, Glatteis oder einer Polizeikontrolle in einem frei wählbaren Umkreis, warnt die App unter Angabe von Ort und Straße in jedem Land.
Im Unterschied zu anderen Apps wird Waze wegen der Meldung von Verkehrsereignissen auch genutzt, wenn Verkehrsteilnehmer gar keine Routenempfehlungen brauchen. Das sei bei 70 Prozent aller Waze-Touren der Fall: Die Nutzer verwenden die Waze-App meist beim Fahren auf bekannten Routen, um Verkehrshinweise (z. B. Staumeldungen) zu bekommen oder diese in das Waze-Netzwerk einzuspeisen.

### Fahrtrichtungsabhängige Staumeldungen auf Autobahnen in manchen Ländern
In englischsprachigen Ländern (Australien, Kanada, Irland, Südafrika, Großbritannien, USA) und in Norwegen sowie Schweden enthält der Name jedes Autobahn-Segmentes Richtungsangaben und die Angabe des Autobahnteilstückes. In der Schweiz, in Deutschland, Österreich und Niederlande ist das nicht der Fall, da der von den Area-Managern gestaltete Waze-Wiki dort für alle Autobahn-Segmente nur die Autobahnnummer vorsieht.
Bei Staus auf Autobahnen sieht man in Ländern mit Richtungsangabe in den Autobahn-Segmenten ohne Tastendruck in der Waze-Echtzeitwarnungsliste und in der Pop-Up-Meldung am Smartphone, auf welchem genauen Autobahn-Segment und in welcher Fahrtrichtung der Stau ist. In der Schweiz, Deutschland, Österreich und Niederlande muss man dazu beim Fahren auf den Bildschirm tippen und zoomen. Die Fahrtrichtung ist dabei nur grafisch erkennbar.

### Points of Interest (POI) und Vollständigkeit der Karten
Die Erfassung der Points of Interest-Angaben und der Straßen-Daten erfordern eine Vorlaufzeit. In einigen Ländern sind wenig befahrene Straßen noch nicht erfasst, können jedoch von der Nutzergemeinschaft ergänzt werden. Am höchsten ist der Erfassungsgrad in Israel.
Bei Points of Interest hat Waze gegenüber kommerziellen Navigationssystemen den Vorteil, dass viele Firmen mit ihrem Namen zu finden sind, etwa Supermärkte, Baumärkte, Tankstellen. Es werden auch nicht öffentliche Straßen in abgeschlossenen Industrieunternehmen erfasst, die bei kommerziellen Navigationssystemen nicht enthalten sind.
Seit der Aufnahme der Google-Suche in die Waze-App werden auch POI gefunden, die nicht in Waze aber in Google Maps zu finden sind. Seit Version 3.9 ist es jedem Mitglied außerdem möglich, POI halbautomatisch in der App hinzuzufügen (inkl. eines Fotos).

### Warnung vor Palästinensergebieten
Nachdem mitunter israelische Autofahrer, auch Soldaten, mit Waze in für sie verbotene Palästinensische Autonomiegebiete (Zone A) und damit in lebensgefährliche Situationen geraten waren, wurde eine Einstellung „Keep within areas under Israeli authority“ hinzugefügt, die die Navigation in jene Gebiete verhindert. Trotzdem kam es am 29. Februar 2016 wieder zu einer Irrfahrt von zwei Elitesoldaten in ein Flüchtlingslager, die zu einem Feuergefecht mit aufwendiger Rettungsaktion führte. Die Option wird mitunter abgeschaltet, weil so auch Straßen in Ostjerusalem vermieden werden, was zu langen Umwegen führt.

### Motorradunterstützung
Seit Dezember 2017 unterstützt Waze auch Motorräder, um in Südostasien deren Durchschnittsgeschwindigkeiten und Ankunftszeiten zu erfassen. Bei einem Stau darf man in einigen Ländern zwischen stehenden Fahrzeugen fahren und könnte damit Staumeldungen verfälschen.

### Car Connectivity
Seit Juli 2017 ist Waze mit Android Auto und seit September 2018 auch mit Carplay nutzbar.

## Kooperationen und Eigentümer der Firma Waze

### Kooperation mit Fernsehanstalten
Nach Eigenangaben von Waze begann der US-amerikanische Fernsehsender NBC 2 im Oktober 2010, Verkehrsinformationen für Florida mit Daten aus Waze zu verbessern. Später ging der Sender dazu über, ausschließlich die Daten aus Waze zu verwenden. Der Sender ABC ist im Juli 2011 ebenfalls dazu übergegangen, Informationen über Verkehrsstaus im Raum Los Angeles über Waze zu beziehen. Es folgten weitere zu ABC gehörende Sender, darunter KGO-TV San Francisco, WFAA Dallas und WPVI-TV Philadelphia.

### Eigentümer und Aktionäre
Wie die Seite TheMarker berichtete, investierte Microsoft im Sommer 2011 25 Millionen Dollar für Navigationslösungen von Waze. Die Investitionen von Microsoft sollten angeblich von Jahr zu Jahr weniger werden, aber offensichtlich war man an den besonderen Navigations-Apps von Waze eventuell im Zusammenhang mit Windows Phone 7 interessiert.
Ende 2011 beteiligte sich Chinas reichster Mann, der Milliardär Li Ka-shing aus Hongkong, über sein Investmentunternehmen „Horizons Ventures“ am israelischen Start-up-Unternehmen Waze. Waze erhielt 30 Millionen Dollar aus „Horizons Ventures“ und dem Kleiner Perkins Caulfield & Byers „Digital Growth Fund“. Vor dieser Beteiligung zählten bereits die Konzerne Microsoft und Qualcomm zu den Aktionären.

### Übernahme durch Google
Am 12. Juni 2013 gab Google den Erwerb von Waze bekannt. Google äußerte sich zum Kaufpreis nicht, aber nach Aussagen mit dem Thema vertrauter Personen belief sich der Kaufpreis auf ca. 1 Mrd. USD. Waze wurde nicht in den Kartendienst von Google integriert, sondern soll Google Maps mit Verkehrsinformationen beliefern.

## Lizenz
Die Software ist bis einschließlich Version 2.4 unter der GNU General Public License v2 lizenziert und der Quellcode der Freien Software öffentlich zugänglich. Mit Veröffentlichung der Waze-Version 3.x wurde der Wechsel hin zu einer proprietären Lizenz vorgenommen, der Quellcode ist nicht mehr offen. Waze begründet diese Änderung mit rechtlichen Problemen der GPL in Bezug auf die Richtlinien von App-Stores und Geräte-Herstellern.
Das Kartenmaterial unterliegt keiner freien Lizenz und stand zum Teil bereits zur Verfügung, bevor das Waze-Projekt startete. Die Rechte der vom Anwender eingegebenen Daten werden an Waze Mobile abgetreten. So sollen mögliche Probleme bei der Verwendung von Kartenmaterial, das aufgrund seiner Lizenzierung die kommerzielle Nutzung einschränkt, umgangen werden.